# Publiekekeuzetheorie
Publiekekeuzetheorie (Engels: public choice theory) is het gebruik van moderne economische instrumenten om problemen te bestuderen die zich traditioneel in het domein van politicologie bevinden. Vanuit het perspectief van de politicologie, kan het gezien worden als de deelverzameling van de positieve politieke theorie die zich bezighoudt met onderwerpen waarin materiële belangen worden verondersteld de boventoon te voeren.
In het bijzonder wordt het gedrag van politici en ambtenaren bestudeerd als hoofdzakelijk door eigenbelang gedreven agenten, waarbij hun interacties in het sociale systeem, hetzij hieraan voldoen of anders aan alternatieve grondwettelijke regels. Deze kunnen op een aantal manieren worden weergegeven, waaronder standaard ingeperkte maximalisatie van nut, speltheorie, of beslissingstheorie. 
Publiekekeuzeanalyse heeft haar wortels in positieve analyse van de positieve economie ("wat is"), maar wordt vaak gebruikt voor normatieve doeleinden ("wat zou moeten zijn"), om een probleem te identificeren of vast te stellen hoe een systeem kan worden verbeterd door veranderingen in de grondwettelijke regels door te voeren. Een verwant onderzoeksgebied is de socialekeuzetheorie.